# Paula Pérez Farga
Paula Pérez Farga   (Mataró, 1981) és una bombera i esportista catalana. És coneguda per ser una de les primeres dones en els Bombers de Barcelona i l'única amb fills.
Nascuda el 1981 a Mataró, es va iniciar en l'esport als cinc anys fent natació i hi va continuar en la joventut a través del waterpolo, els triatlons i les raids. La seva passió persistent per l'esport la va conduir a estudiar a l'Institut Nacional d'Educació Física de Catalunya i fins i tot a entrenar al Centre d'Alt Rendiment de Sant Cugat del Vallès. De fet, el 2003 va quedar tercera en la competició femenina del Campionat de Catalunya de Triatló com a representant del Centre Natació Mataró, just per darrere de Núria Padrisa i Sílvia Tremoleda de l'Excelent Center. Al llarg de la vida, Pérez també ha practicat el ciclisme, el karate, la carrera a peu i les tècniques del circ.
Més endavant, com que tenia molts amics bombers a Barcelona, es va sentir atreta per la professió i es va disposar a convertir-s'hi. El 2010, després de set mesos de formació bàsica a l'Institut de Seguretat Pública de Catalunya a Mollet del Vallès, va entrar als Bombers de Barcelona. La seva promoció estava composta de dues dones —ella i Alícia Montoro— i 33 homes. Van ser admeses al cos un any més tard que s'hagués reduït l'exigència de les proves físiques per a les dones. Abans d'això, hi havia solament una dona membre dels Bombers de Barcelona, Míriam Galisteo, incorporada el 2007; a 2020, eren solament vuit dones d'entre 500 bombers.
En accedir al cos de bombers, va ser destinada al Parc de Bombers de Sant Andreu. Passat poc temps, es va tornar la primera bombera del cos barceloní a tenir un fill, i posteriorment en tindria un altre. Va tenir una conciliació familiar relativament fàcil gràcies al fet que el seu marit és bomber al mateix òrgan que ella; de fet, es van conèixer mentre hi preparaven les proves d'accés.
El 2016, havent-hi competit en anys anteriors, va participar en la 18a edició de la Cursa dels Bombers de Barcelona. Hi va aconseguir el millor temps en la categoria femenina de bombers: va recórrer 10 quilòmetres en 49 minuts i 23 segons.